# Copris atropolitus
Copris atropolitus là một loài bọ cánh cứng trong họ Bọ hung (Scarabaeidae).